# Сен-Мартен-ле-Ебер
Сен-Марте́н-ле-Ебе́р (фр. Saint-Martin-le-Hébert) — колишній муніципалітет у Франції, у регіоні Нормандія, департамент Манш. Населення — 142 осіб (2011).
Муніципалітет був розташований на відстані близько 300 км на захід від Парижа, 100 км на захід від Кана, 60 км на північний захід від Сен-Ло.

## Історія
До 2015 року муніципалітет перебував у складі регіону Нижня Нормандія. Від 1 січня 2016 року належав до нового об'єднаного регіону Нормандія.
1 січня 2016 року Сен-Мартен-ле-Ебер, Брикебек, Ле-Перк, Кеттето, Ле-Вальдесі i Ле-Врето було об'єднано в новий муніципалітет Брикебек-ан-Котантен.

## Демографія
Динаміка населення (Insee ):
Розподіл населення за віком та статтю (2006):
| Стать | Всього | До 15 років | 15-24 | 25-44 | 45-64 | 65-85 | Понад 85 |
| --- | ------ | ----------- | ----- | ----- | ----- | ----- | -------- |
| Чоловіки | 56     | 12          | 0     | 20    | 16    | 8     | 0        |
| Жінки | 72     | 8           | 16    | 20    | 20    | 8     | 0        |
| \| Статево-вікова піраміда \| Статево-вікова піраміда \| Статево-вікова піраміда \| \| ----------------------- \| ----------------------- \| ----------------------- \| \| Чоловіки \| Вік \| Жінки \| \| 0 \| 85 + \| 0 \| \| 0 \| 80-84 \| 0 \| \| 0 \| 75-79 \| 0 \| \| 4 \| 70-74 \| 8 \| \| 4 \| 65-69 \| 0 \| \| 4 \| 60-64 \| 0 \| \| 8 \| 55-59 \| 8 \| \| 0 \| 50-54 \| 4 \| \| 4 \| 45-49 \| 8 \| \| 4 \| 40-44 \| 8 \| \| 8 \| 35-39 \| 0 \| \| 8 \| 30-34 \| 4 \| \| 0 \| 25-29 \| 8 \| \| 0 \| 20-24 \| 8 \| \| 0 \| 15-20 \| 8 \| \| 0 \| 10-14 \| 0 \| \| 8 \| 5-9 \| 0 \| \| 4 \| 0-4 \| 8 \| |        |             |       |       |       |       |          |
| Статево-вікова піраміда |        |             |       |       |       |       |          |
| Чоловіки | Вік    | Жінки       |       |       |       |       |          |
| 0 | 85 +   | 0           |       |       |       |       |          |
| 0 | 80-84  | 0           |       |       |       |       |          |
| 0 | 75-79  | 0           |       |       |       |       |          |
| 4 | 70-74  | 8           |       |       |       |       |          |
| 4 | 65-69  | 0           |       |       |       |       |          |
| 4 | 60-64  | 0           |       |       |       |       |          |
| 8 | 55-59  | 8           |       |       |       |       |          |
| 0 | 50-54  | 4           |       |       |       |       |          |
| 4 | 45-49  | 8           |       |       |       |       |          |
| 4 | 40-44  | 8           |       |       |       |       |          |
| 8 | 35-39  | 0           |       |       |       |       |          |
| 8 | 30-34  | 4           |       |       |       |       |          |
| 0 | 25-29  | 8           |       |       |       |       |          |
| 0 | 20-24  | 8           |       |       |       |       |          |
| 0 | 15-20  | 8           |       |       |       |       |          |
| 0 | 10-14  | 0           |       |       |       |       |          |
| 8 | 5-9    | 0           |       |       |       |       |          |
| 4 | 0-4    | 8           |       |       |       |       |          |

## Економіка
2010 року серед 87 осіб працездатного віку (15—64 років) 65 були активними, 22 — неактивними (показник активності 74,7%, у 1999 році було 69,5%). З 65 активних мешканців працювало 58 осіб (32 чоловіки та 26 жінок), безробітними було 7 (2 чоловіки та 5 жінок). Серед 22 неактивних 4 особи були учнями чи студентами, 10 — пенсіонерами, 8 були неактивними з інших причин.

У 2010 році в муніципалітеті числилось 60 оподаткованих домогосподарств, у яких проживали 142,0 особи, медіана доходів виносила 17 078,5 євро на одного особоспоживача